# Hyundai Coupe

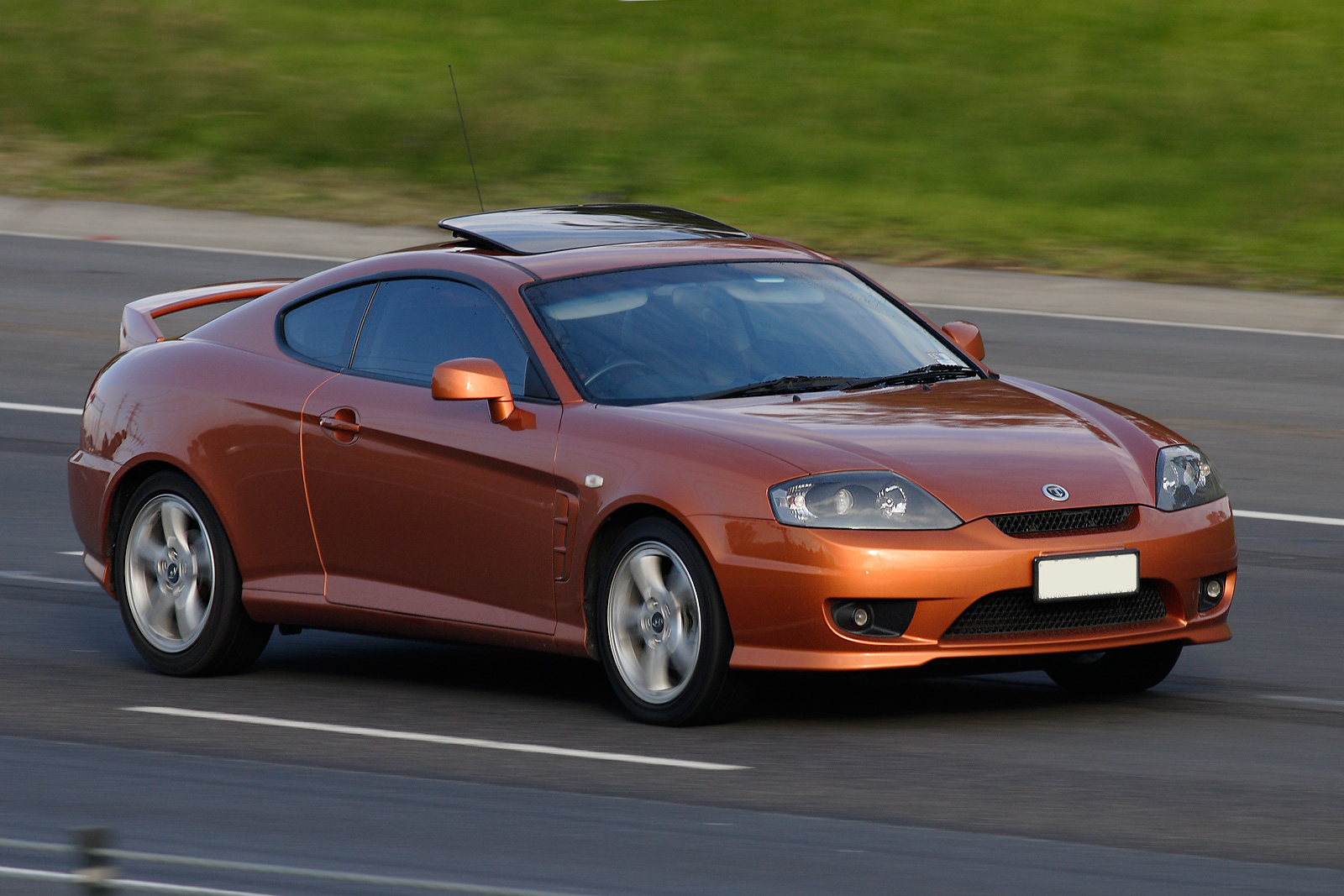
Hyundai Coupe

Hyundai Coupe, även Hyundai Tiburon på vissa marknader, är en bilmodell från Hyundai Motor Company som tillverkades från 1996 till 2009.